# Láthatatlan Kiállítás
A Láthatatlan Kiállítás egy olyan utazás egy láthatatlan világba, ahol a látogatók megpróbálhatnak eligazodni csupán a tapintás, a hangok és az illatok nyomán, és megtapasztalhatják, milyen érzés a legtöbb információt adó érzékünk, a látásunk nélkül élni, és hogyan erősödnek fel egyéb érzékeink.

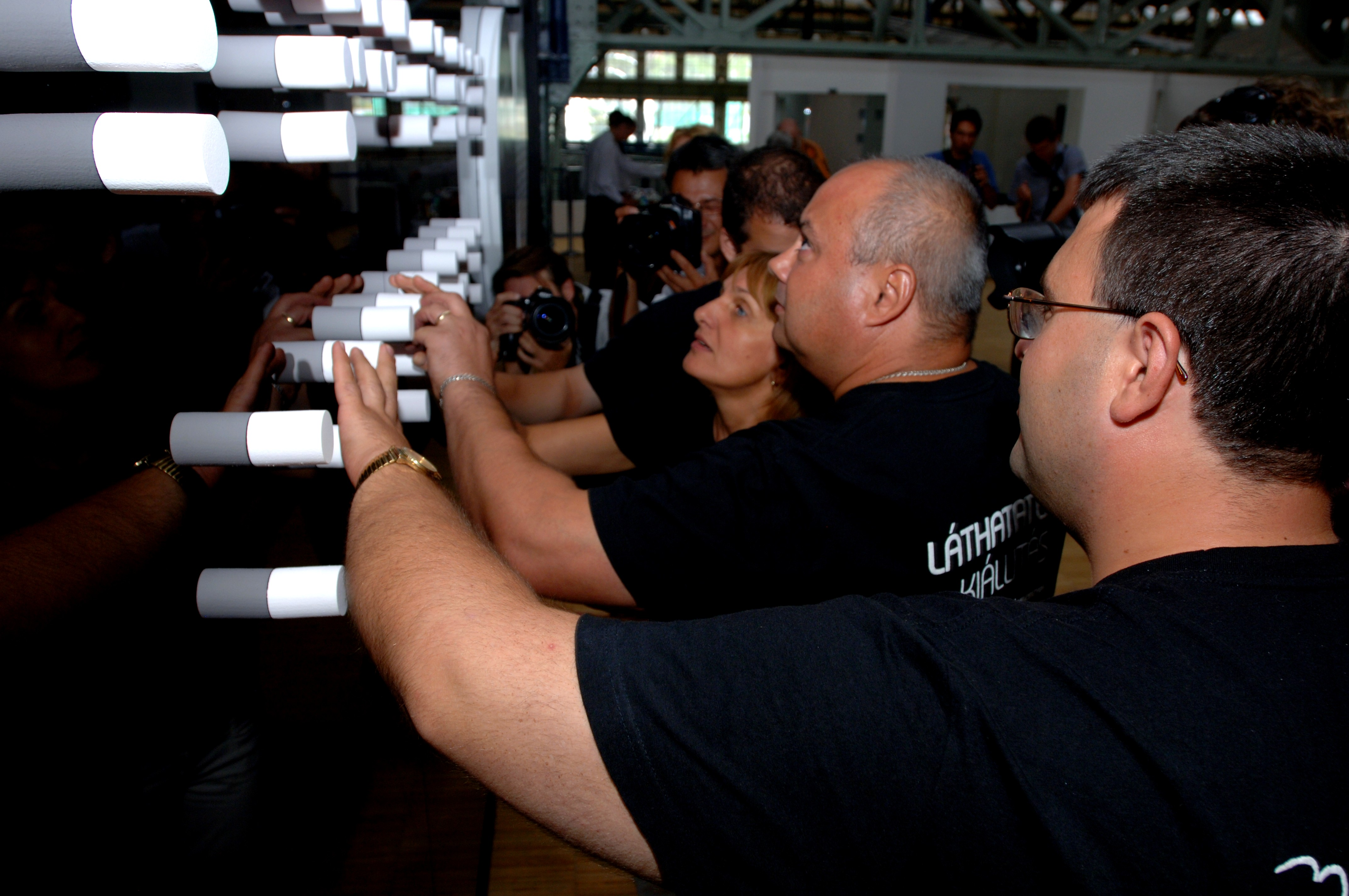
A Láthatatlan Kiállítás látássérült dolgozói a Braille-installációval ismerkednek, mely 2012-ben a Millenárisba való költözés után jött létre.

Ezen a kiállításon vakok vagy látássérültek kísérik el a látogatókat, akik teljes sötétségben, pusztán a tapintásukra, a szaglásukra és a hallásukra hagyatkozva fedezhetik fel a vakok világát. A kiállításon egy vak vezető segítségével tanulhatják meg az odalátogatók, hogy miképpen lehet tájékozódni az utcákon, hogyan lehet megfőzni a vasárnapi ebédet, vagy miképp kell kifizetni egy csésze kávét egy bárban – a látás teljes mellőzésével. Így a látáshiány okozta új helyzetben a nehézségek mellett azt is megtapasztalhatják, hogy a szem, mint érzékszerv kiiktatásával is lehet szép és teljes a világ.
A Láthatatlan Kiállítás a nem látók és a látók világát igyekszik közelíteni egymáshoz, és pozitív élményeken keresztül tanítja meg, miképpen érthetik meg és segíthetik a látók a nem látókat.

## Története
A kiállítás először 2007 augusztusában, a budapesti E-klub épületében nyitotta meg kapuit a látogatók előtt. Kezdetben időszakos jelleggel működött, azonban az egyre fokozódó érdeklődés hatására hamarosan állandó kiállítássá nőtte ki magát. A Láthatatlan Kiállítás Budapest egyik leglátogatottabb programja, 2007-es nyitása óta több mint 250 000 látogatója volt. A kiállítás 2011-ben Prágában (Neviditelná výstava) és Varsóban (Niewidzialna wystawa) is megnyitotta kapuit, majd 2012 augusztusában a budapesti kiállítás új helyszínre, a Millenáris B épületébe költözött.

## Láthatatlan Vacsora
Az új szolgáltatás 2009 óta várja az érdeklődőket. A „Láthatatlan Vacsora” minden pénteken kerül megrendezésre. A látogatók teljes sötétségében, minden vizuális segítség nélkül tehetik próbára érzékszerveiket. A láthatatlan vacsora során magad a résztvevők megtapasztalhatják, hogy szaglásuk és ízlelésük valójában mennyire fejlett, látás nélkül mennyire kiteljesednek az illatok és az ízek. Ezúttal arra nyílik lehetőségük, hogy kipróbálják, hogyan változik ízlelésük, amennyiben teljes sötétség vesz körül és az ételeket mindössze illatok, állaguk, tapintásuk és ízük alapján tudják beazonosítani.
A program első felében a résztvevők megtekintik a Láthatatlan Kiállítást, majd a túra utolsó állomásaként egy étterembe érkeznek, ahol vak és látássérült pincérek és zenészek várják őket. A különbség mindössze annyi, hogy – a megszokottól eltérően – nem látják az őket körülvevő embereket, berendezéseket, tárgyakat, csak hallják a beszédet, a zenét, érzik az illatokat és érzékelik az őket körülvevő éttermi hangulatot.

## Láthatatlan Masszázs
A masszázs egy speciális verziója, mely során a szakképzett masszőrök látássérültek és a vendég teljes sötétségben vesz részt a frissítő vagy gyógymasszázson. A program hossza fél órás vagy egy órás. A masszázs ideje alatt a látogatók megtapasztalhatják, hogy érzékeik hogyan változnak meg teljes sötétségben.

## Láthatatlan Csapatépítés
Speciális jellegétől fogva mind élmény-, mind kalandtréningnek is felfogható; a látható és a láthatatlan részen egyaránt tartanak csapatfejlesztő tréningeket. Egymás megismerése, elfogadása könnyebbé és hatékonyabbá válik, ha a résztvevőknek lehetőségük nyílik arra, hogy megszabaduljanak a munkahelyi beidegződésektől, viselkedési sémáktól, és helyettük újakat próbáljanak ki.
Ez a folyamat egy fontos érzékszerv, a szem és a látás közös „elvesztése” miatt intenzívebbé, gyorsabbá válik, a csapat tagjai együtt szembesülnek egy olyan élethelyzettel, amellyel korábban még nem. A teljes sötétségben tartózkodás képes oldani a szereplésből fakadó feszültséget.
A több évet együtt dolgozó kollégák is bensőségesebb, őszintébb viszonyt tudnak kialakítani egymással a sötétben való egymásrautaltság következtében. Az két órás túra alatt egymás támogatására vannak utalva, valamint eddig számukra ismeretlen élethelyzeteket egy új oldalról megvilágítva élnek meg. A tréning alatt nemcsak a társakkal változik meg a kapcsoltuk, hanem az ügyfelekkel is. A vak vezetőkkel való találkozás és az ő mindennapjaik, és mentalitásuk megismerése jótékony hatással bír mind az egyéni mind a szociális készségek fejlődésére.

## Külső hivatkozások
- Láthatatlan Kiállítás Budapest: www.lathatatlan.hu
- Neviditelná výstava Praha: neviditelna.cz
- Niewidzialna Wystawa Warszawa: http://niewidzialna.pl/en/